# Jean-Baptiste Bouillet
Pour les articles homonymes, voir Bouillet.
Jean-Baptiste Bouillet est un géologue, banquier, ethnographe, généalogiste et conservateur du Musée municipal de Clermont-Ferrand né le 25 avril 1799 à Cluny et décédé le 28 décembre 1878 à Clermont-Ferrand.

## Biographie
Ethnographe avant la lettre, Jean-Baptiste Bouillet sillonne les départements d'Auvergne, collecte – sans en négliger aucun aspect – des informations sur le quotidien : la langue locale (occitan), les musiques, les outils, les techniques, les blasons, les généalogies, les données botaniques et géologiques, ainsi que les danses et les musiques populaires qu'il communiquait à George Onslow. Il était membre de la Société cantalienne.
Un jour de 1834, tandis qu'ils exploraient le sol granitique du plateau des Combrailles aux confins du Puy-de-Dôme et de l'Allier, près de La Bosse dans la forêt des Colettes, son ami botaniste Henri Lecoq remarqua une roche « énigmatique » striée de noir qui émergeait du sol. Il ramena l'échantillon à Clermont-Ferrand et, après l'avoir analysé, il conclut à la découverte d'un riche minerai de wolfram (tungstène). D'autres minerais furent découverts par la suite, tels ceux de tantale, de lithium, de niobium, ainsi qu'une importante quantité de kaolin encore exploité de nos jours.
Il faudra attendre le début du XXe siècle pour voir naître une exploitation industrielle du filon de Montmins.

## Collection
La collection de Bouillet a intégré, de même que la première collection de Bravard, la première collection de Croizet, vendue en 1838 au Muséum national d’histoire naturelle de Paris.

## Œuvres
Liste non-exhaustive
- Jean Sébastien Devèze de Chabriol et Jean-Baptiste Bouillet, « Essai géologique et minéralogique sur les environs d'Issoire... et principalement sur la montagne de Boulade avec la description et les figures lithographiées des ossemens fossiles qui y ont été recueillis », Annales des Mines,‎ 1827, p. 381-384 (lire en ligne)
- Topographie minéralogique du département du Puy-de-Dôme : suivie d'un dictionnaire oryctognostique et d'un tableau synoptique des hauteurs d'un grand nombre de montagnes, villes et villages du même département., Clermont-Ferrand, Thibaud-Landriot, 1829, 219 p. (lire en ligne)
- Jean-Baptiste Bouillet et Henri Lecoq, Coup d’œil sur la structure géologique et minéralogique du groupe des Monts-Dores, accompagné de la description et des échantillons des substances minérales qui le composent., Clermont-Ferrand, Levrault-Bouillet, 1830, 48 p. (lire en ligne)
- Itinéraire minéralogique et historique de Clermont-Ferrand à Aurillac, par Massiac, Saint-Flour, Chaudes-aiques, Murat, etc., Clermont-Ferrand, imprimerie de Thibaud-Landriot, 1832, 98 p. (lire en ligne)
- Description historique et scientifique de la Haute-Auvergne (Département du Cantal), 1834.
- Guide du voyageur à Clermont-Fd : dans sa banlieue et dans les localités les plus remarquables du département du Puy-de-Dôme, telles que le Mont-Dore, St-Nectaire, Pontgibaud, Volvic, etc., etc., Clermont-Ferrand, A. Veysset, 1836, 355 p. (lire en ligne)
- « Rapport sur les monuments du Puy-de-Dôme », Bulletin Monumental, vol. 4,‎ 1838, p. 473-493
- Tablettes historiques de l'Auvergne, t. I, Clermont-Ferrand, Imprimerie de Perol, 1840, 597 p. (lire en ligne)
- Tablettes historiques de l'Auvergne, t. II, Clermont-Ferrand, Imprimerie de Perol, 1841, 696 p. (lire en ligne)
- Tablettes historiques de l'Auvergne, t. III, Clermont-Ferrand, Imprimerie de Perol, 1842 (lire en ligne)
- Tablettes historiques de l'Auvergne, t. IV, Clermont-Ferrand, Imprimerie de Perol, 1843 (lire en ligne)
- Tablettes historiques de l'Auvergne, t. V-1, Clermont-Ferrand, Imprimerie de Perol, 1844 (lire en ligne)
- Tablettes historiques de l'Auvergne, t. V-2, Clermont-Ferrand, Imprimerie de Perol, 1844 (lire en ligne)
- Tablettes historiques de l'Auvergne, t. VI, Clermont-Ferrand, Imprimerie de Perol, 1845 (lire en ligne)
- Tablettes historiques de l'Auvergne, t. VII, Clermont-Ferrand, Imprimerie de Perol, 1846 (lire en ligne)
- Tablettes historiques de l'Auvergne, t. VIII, Clermont-Ferrand, Imprimerie de Perol, 1847 (lire en ligne)
- Nobiliaire d'Auvergne (rééditions 1973, 2001).
- Dictionnaire héraldique de l'Auvergne, Clermont-Ferrand, impr. de P. Hubler, 1857, 527 p. (lire en ligne)
- Statistique monumentale du département du Puy-de-Dôme, 1846.
- Annales de la Ville d'Issoire, manuscrit inédit sur l'histoire des guerres religieuses en Auvergne au 16e et 17e siècles, accompagné de notes., 1848D'après les manuscrits de Jean Charrier et Julien Blauf conservés à la Bibliothèque du Patrimoine de Clermont Auvergne Métropole sous les cotes MS 614 à 617.
- Jean-Baptiste Bouillet, Album auvergnat. - Bourrées, montagnardes, chansons, noëls et poèmes en patois d'Auvergne ; illustré de gravures représentant des danses et scènes villageoises, où se trouvent reproduits les costumes les plus remarquables du département du Puy-de-Dôme, Moulins, Typ. P.-A. Desrosiers, 1853, 195 p. (lire en ligne)volume de recueil de 63 pièces chantées pour la danse avec la musique et les paroles, toutes repérées quant à leur provenance géographique et accompagnées d’illustrations, édité chez Jeanne Laffitte en 1998, enregistré sur CD par l'AEPEM en 2004
- Dictionnaire des lieux habités du Puy-de-Dôme, Clermont-Ferrand, imprimerie de Hubler, 1854.
- Topographie minéralogique du département du Puy-de-Dôme, Clermont, typographie de Hubler, Bayle et Dubos, 1854 (1re éd. 1828), 243 p. (lire en ligne)
- Musée de Clermont-Ferrand (Puy-de-Dôme), Clermont, Typographie de Paul Hubler, 1861, 212 p. (lire en ligne)

## Sources